# Clitaetra episinoides
Clitaetra episinoides är en spindelart som beskrevs av Simon 1889. Clitaetra episinoides ingår i släktet Clitaetra och familjen Nephilidae. Inga underarter finns listade i Catalogue of Life.